# Королёв, Геннадий Георгиевич
Геннадий Георгиевич Королёв (22 ноября 1913 года — 1995) — советский и российский художник, преподаватель живописи и рисунка, народный художник Российской Федерации (1994).
Родился в 1913 году в городе Ногинск, большую часть жизни провёл в Москве.
В 1945 году — окончил Московский художественный институт имени В. И. Сурикова, был учеником С. В. Герасимова.
В 1950 году окончил аспирантуру с ученой степенью кандидата искусствоведения.
С 1950 года вел преподавательскую деятельность в МХИ имени В. И. Сурикова, с 1965 года в звании профессора, при Академии художеств СССР у Королёва была своя художественная мастерская, где проходили практику молодые художники.
Мастер пейзажей, реже художник писал портреты своих современников и жанровые картины.
Член Московского союза художников.
Геннадий Георгиевич Королёв умер в 1995 году в Москве. Похоронен на Калитниковском кладбище.

## Награды
- Народный художник Российской Федерации (21 июня 1994) — за большие заслуги в области изобразительного искусства
- Заслуженный художник РСФСР (1969)